# 三重交通モ4400形電車

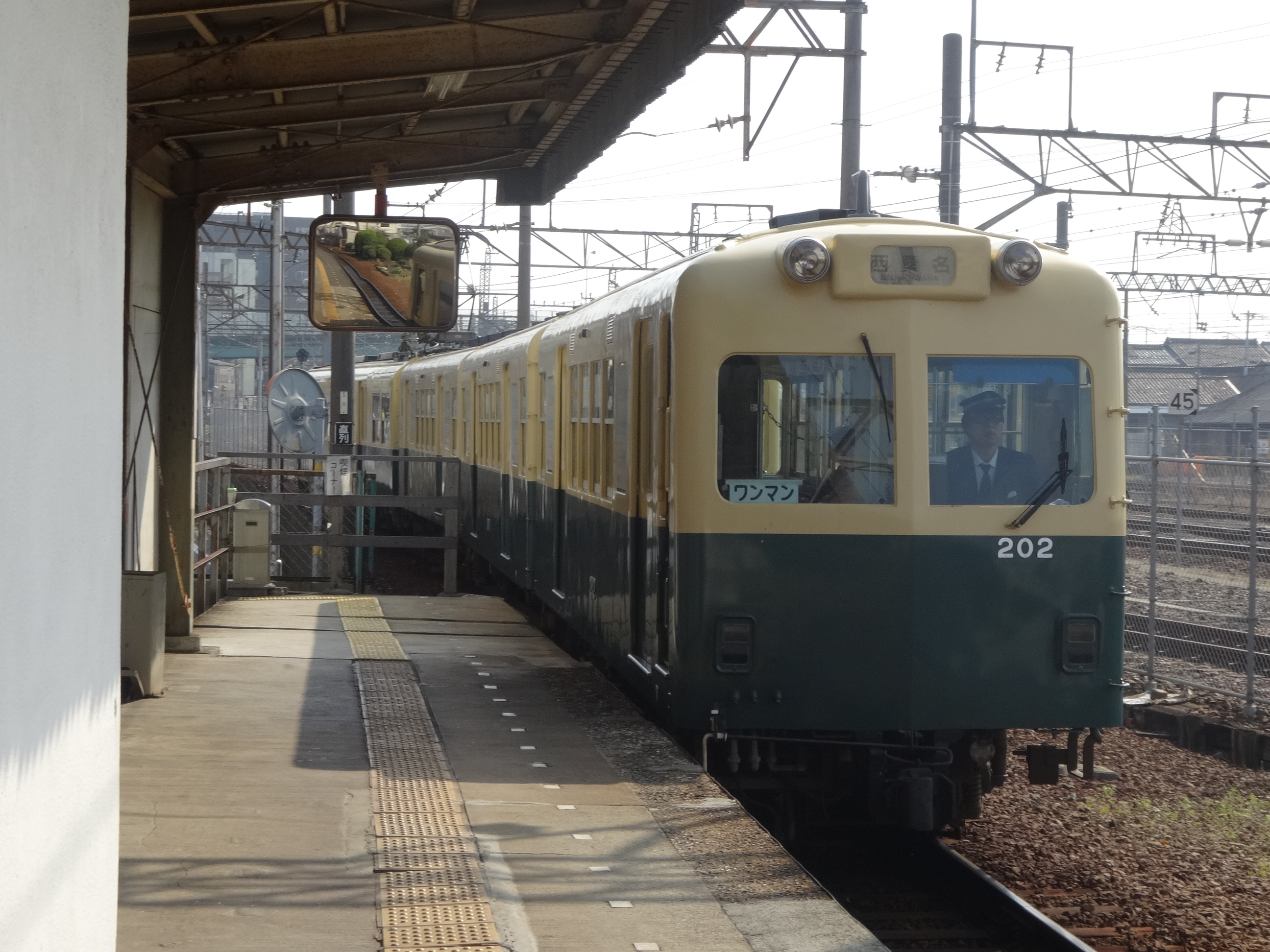
三岐鉄道 200形ク202
(三重交通色、2015年3月撮影)

三重交通モ4400形電車（みえこうつうモ4400がたでんしゃ）とは、三重交通が日本車輌製造に発注製造し、近畿日本鉄道を経由し、現在は三岐鉄道北勢線で200系として使用されている電車である。

## 概要
三重交通が湯の山温泉への観光客輸送を目的とする三重線用として、1959年8月に名古屋の日本車輌製造本店でモ4400形4401(M-1)-4401(T-1)-4401(M-2)の3車体連接車1編成を製造した。

## 車体
各車とも普通鋼製準張殻構造で、ノーシル・ノーヘッダーの10m級車体を備える。前面形状は登場時流行していた湘南形の2枚窓構成で、各窓の上部に細長いベンチレーターが設けられ、窓自体はHゴム支持による固定窓となっている。前照灯は屋根中央に白熱灯が1灯、流線型のケーシングに納められて半埋め込み式で取り付けられ、標識灯は左右下部に振り分けて角形のものが各1灯ずつ取り付けられていた。窓配置は4401(M-1)および4401(M-2)がdD(1)4D(1)1、4401(T-1)が1(1)D4D(1)1（d：乗務員扉、D：客用扉、(1)：戸袋窓）で、編成単位でほぼ等間隔となるよう扉位置を定めたものである。側窓は2段上昇式のアルミサッシ、戸袋窓および客用扉はHゴム固定式の1枚窓、乗務員扉は落とし込み式のアルミサッシである。客用扉はドアエンジンによる自動扉を採用し、これは三重線系統では初の採用例であった。座席はロングシートで、運転台は半室式、室内灯は直流点灯による40W環状蛍光灯が各車4基ずつ取り付けられていた。当初の車体塗装は三重交通の標準色である、車体上半分がクリーム、下半分がグリーンの2色塗り分けであった。なお、この塗装は2013年10月29日より北勢線開業100周年記念の一事業として復活している。

## 主要機器

### 主電動機
1958年に志摩線向けとして製造されたモ5400形の仕様を踏襲し、駆動システムとして神鋼電機が開発した垂直カルダン方式を採用した。このため、同社製TBY-23を主電動機として4401(M-1)・4401(M-2)の運転台寄り台車に各2基ずつ軌道面に対し垂直に裝架した。ただし、軽便鉄道用で床下高さが低く台車上面のわずかな空間にギアボックスを納めきれず、所要の空間を確保するため運転台直後の床面がやや持ち上げられ、客用扉内側にステップが1段設けられた。
この特徴的な駆動システムは狭い空間に無理をして収めてあった上、整備時には事実上完全分解を行う必要があるなど保守上難点が多く、カルダン駆動化によるメリットをそれらのデメリットが上回っており、本形式が製造からわずか12年で電装解除される原因となった。

### 制御器
間接式多段自動加速制御器である日本車輌製造NCA電動カム軸式制御器が採用され、4401(M-1)に搭載された。これは、在来車が全て直接制御式で併結時の互換性を考慮する必要がなかったためである。これにより、スムーズな加速と同線初の総括制御運転が実現し、折り返し時の編成入れ替え作業が不要となった。また、この制御器には菰野以西の勾配区間に備え、発電ブレーキによる抑速制動機能が付加されていた。また、抑速制動機能は多客時に在来の付随車を増結する必要が生じた際には、スイッチ操作で無効化が可能とされていたのも大きな特徴の一つであった。

### パンタグラフ
4401(M-1)の運転台寄りに当時の三重線で標準的に用いられていたシングルシュータイプの菱形パンタグラフが装備され、4401(M-2)へは750Vの母線引き通しにより給電されていた。このため、各車体間には太い高圧引き通し線が接続されており、連接車でしかも絶縁を確保する必要があったことから、固定式の連結面窓の直下に大型のジャンパ栓受を設けて接続する構造が採用された。

### ブレーキ
制御器による発電ブレーキとは別に、空気ブレーキとして非常弁付き直通空気ブレーキ（SMEブレーキ）に発電・抑速制動を付加した、SME-Dブレーキが採用された。これは当時の高性能電車で一般的であったSMEE/HSC-D電磁直通ブレーキを簡略化したものであるが、在来車の標準であった三方弁によるSMEブレーキとの互換性を確保する必要があったことから、セルフラップ弁によるSMEE/HSC系ブレーキの採用が困難という事情もあっての選択であった。
本形式はブレーキシリンダーを電動台車の側枠上部および連接台車の側枠間の各車軸上部に装架する、台車シリンダー方式を採用しており、車体側にはブレーキ指令を中継・増幅する作用を持つ中継弁が搭載されていた。また、空気圧は4401(M-2)に搭載されたDH-25形空気圧縮機から供給された。

### 台車
日本車輌製造ND-106（電動台車）・106A（付随台車）を装着した。いずれも枕木方向にスイングする揺れ枕吊りを備える、当時としては一般的な設計の全溶接構造ウィングバネ式台車である。これら、特にND-106については垂直カルダン機構をボルスタをはさんで両車軸間に装架する必要があったことからブレーキワークは片押し式の構成とならざるを得ず、またブレーキシューを台車の両端に置くことから台車枠そのものも大型化したため、軽便鉄道用台車としては異例の堂々とした外観となった。当時の日本車輌製造は台車型番において電動台車をND-xx、付随台車をNT-xxと区分しており、またND-106と106Aではボルスタ部を除くその外観にほとんど差異が見られないこと、それにT-1とM-2の間の台車を新造時にはND-106Bとわざわざ別区分としていたことなどが示す通り、ND-106Aは将来中間車体を追加した際に出力不足となることを考慮し、電装可能とすべく設計されたものであった。
なお、これらの台車の基本設計は続くサ2000形用NT-7にも踏襲されており、乗り心地面で好評であったことがうかがえる。

### 連結器
連結器は当時の三重線の標準に従い、俗に「朝顔形」として知られる中央緩衝器式のピン・リンク式連結器が装着されていた。

## 運用

### 三重交通・三重電鉄時代
竣工後、収容力の大きな本形式は三重線の看板電車として重用された。
当初は、4401(T-2)を挿入して4車体連接車とすることも計画されたが、垂直カルダンのメンテナンスの困難さなどから駆動系の負担増につながるこのプランは放棄され、新造の翌年に当たる1960年には4401（T-1）はサ4400形に形式変更された。
この結果、以後の三重線用増備車は本形式の4401(T-1)の扉間窓数を1枚増やした形状の2軸ボギー車であるサ2000形とされ、本形式の編成としての増備は断念された。
1964年3月1日に湯の山線が1435mm軌間への改軌を実施されて本形式は用途を失い、残された内部・八王子線では輸送力が過大であったことから、北勢線へ転用された。

### 近鉄時代
1965年4月1日の三重電気鉄道のちの近鉄合併に際しては、モ4400形4401（M-1）・4401(M-2)がモ200形201・202に、サ4400形4401(T-1)がサ100形101に改番され、塗装も近鉄一般車標準のマルーン1色塗りとなった。
しかしながら、その後も垂直カルダンのメンテナンス問題は解決せず、結局本形式は1971年に電装解除が実施され、ドアエンジンを含む客室設備はそのままに、モ200形201・202が運転台を撤去されサ200形201・202へ改造された。この際、連結器が従来のピン・リンク式から通常の3/4サイズのCSC91自動連結器に交換されている。
以後、直接制御式のモニ220形に牽引されて使用されていたが、1977年より開始された北勢線の近代化事業において、本形式は新造のモ270形と総括制御の貫通固定編成を組むこととなり、サ202の旧運転台が6年ぶりに復活し、同車はク200形202に改番された。
この際の改造点は以下の通りである。
- ク202の前面形状については、中央の行先表示幕を挟んで左右にシールドビーム式の前照灯を各1灯設置した他、電装解除後も残されていた標識灯も左右各2灯ずつの標準型に交換するなど、モ270形に準じたものに変更。
- サ201の旧運転台側に前面窓を閉鎖の上で貫通路を設置（後に妻面に小窓が設けられている）。
- 電動発電機のHG-583Mrbへの交換に伴ってサービス電源が交流化されたことから、直流点灯方式の環状蛍光灯からストレート型のカバー付き交流蛍光管各4灯に変更。
- ブレーキを従来のSMEからACA・ATA自動空気ブレーキへ変更。

その後1990年に塗装を内部・八王子線用260形などに準じた扉部と車体裾部、それに前面窓周りをオレンジ色に塗り分ける特殊狭軌線新標準色となり、1992年にはブレーキを保安性向上のため、HSC電磁直通ブレーキへ再度変更され、これに合わせて台車もND-106K・-106AKへ改造された。以後、前面窓や戸袋窓をHゴム支持から押さえ金具方式に変更し、前面窓間の柱部を黒く塗装して連窓風に見せるよう改修されている。

### 三岐鉄道譲渡後

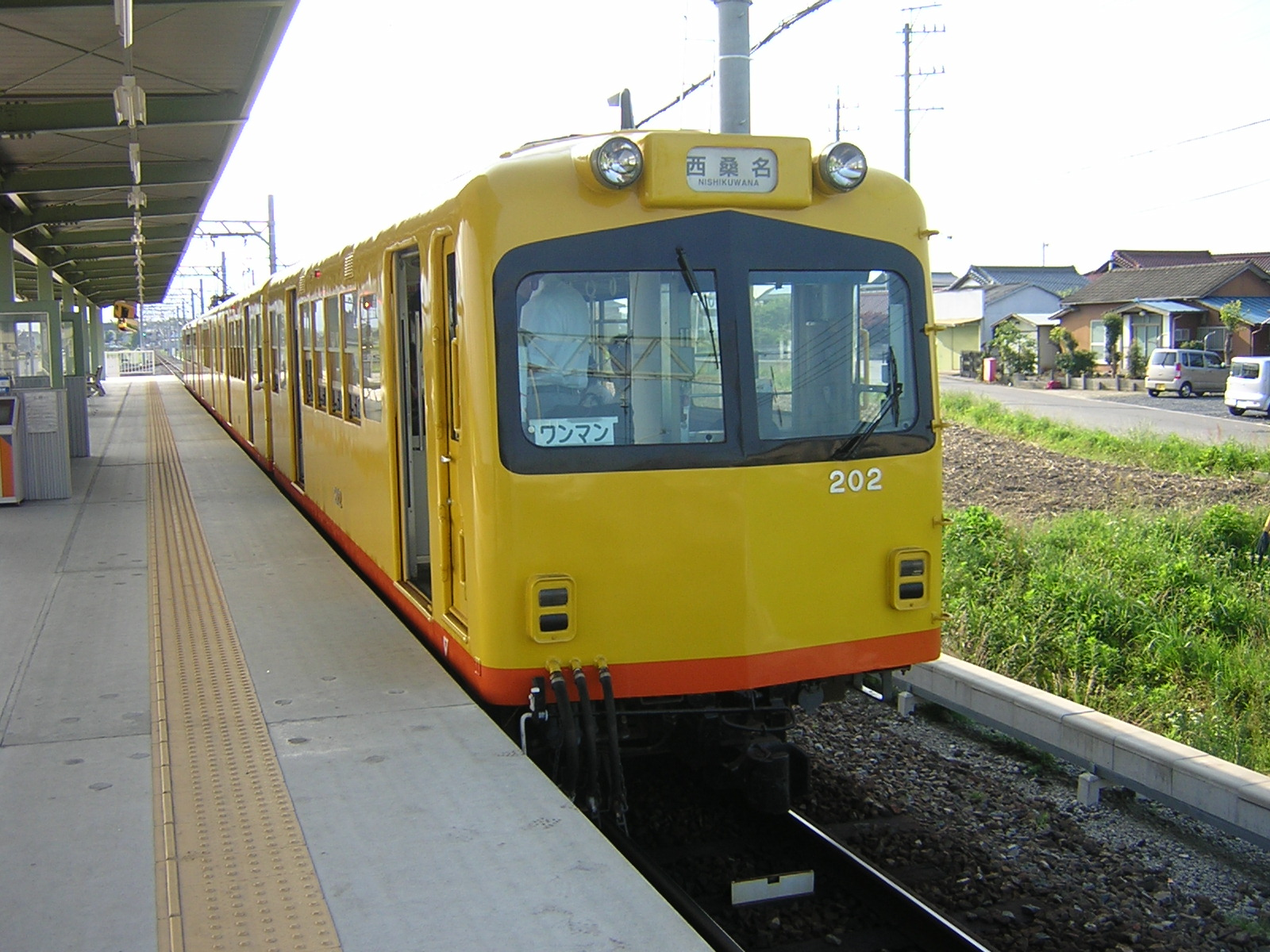
三岐鉄道色(2007年6月撮影)

2003年の北勢線の近鉄から三岐鉄道への移管に伴い、本形式も同社籍へ編入され、ワンマン化対応工事が施工され、運賃箱の設置、運転台背面仕切の改良が行われた。その後、黄色を基調とする新塗装への塗り替えおよびシートモケットの張替え（従来の赤色→青色基調へ）、床敷物の張替え（従来の赤色→灰色基調へ）が実施された。現在では、北勢線各駅への自動券売機・自動出改札システム導入の進展により、運賃箱は撤去されている。前述のとおり、2013年10月29日より三重交通時代の復刻塗装となっている。